# 飛行艇

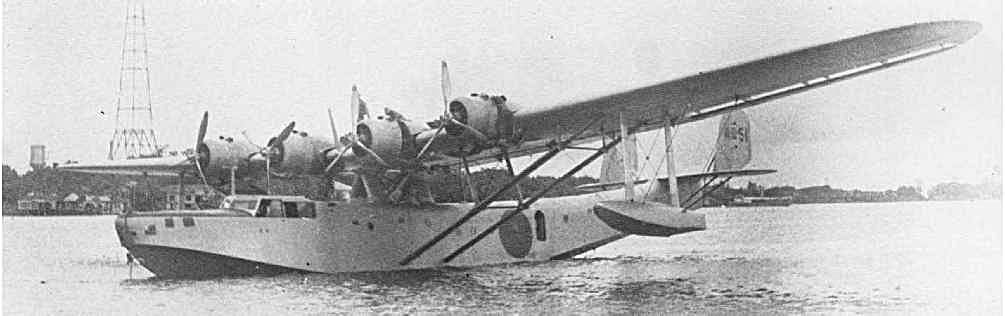
典型的飛行艇之一九七式飛行艇

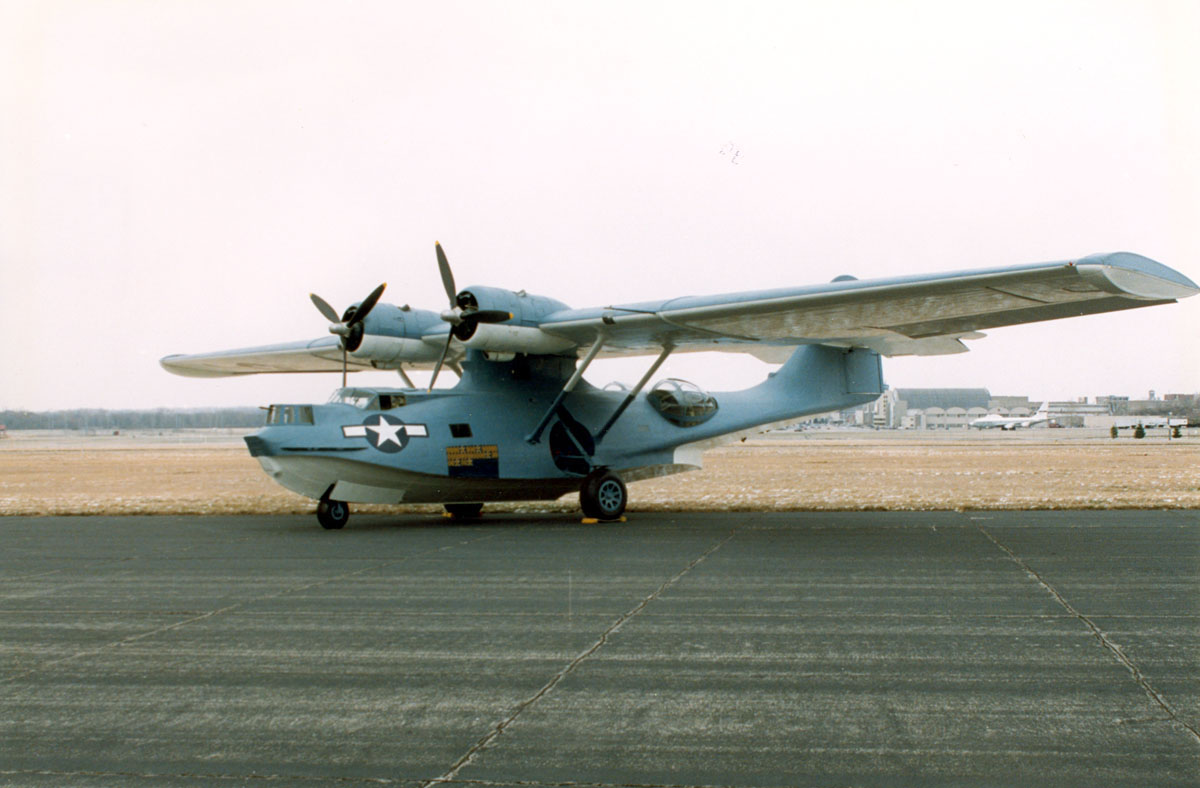
有機輪可水陸兩棲降落的PBY卡特琳娜水上飛機

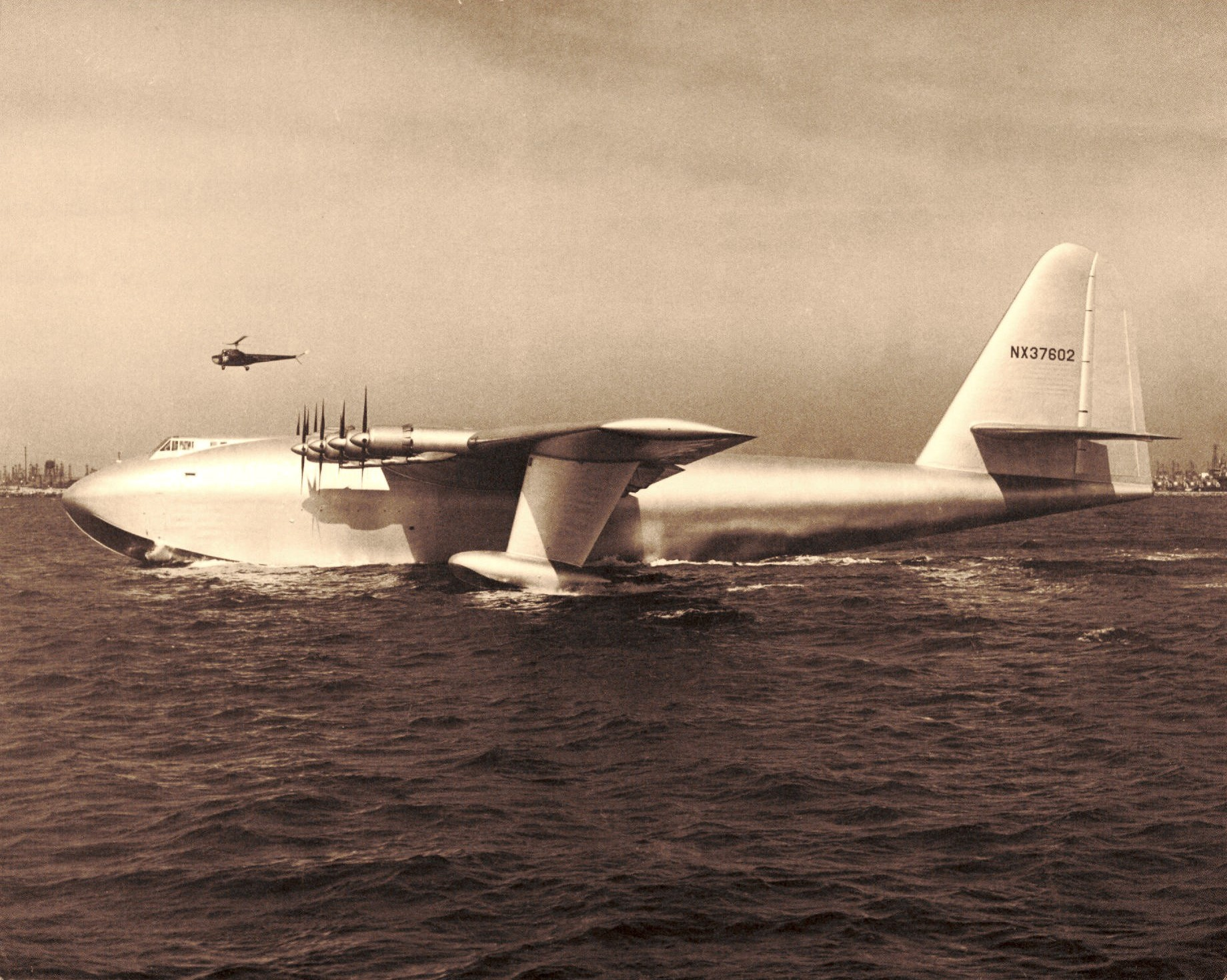
最大的飛行艇休斯H-4大力神，至今仍是世界最大的飛機之一

飛行艇（Flying boat）是一種有著船體的固定翼水上飛機，可以降落在水面上。跟浮筒飛機不同，主要是使用機身來產生浮力。飛艇或許會以下翼或突出像翼的副翼產生的浮力來達成穩定，不過現行的設計多仍與浮筒飛機一樣在兩側機翼加裝浮筒保持水面平衡。飛艇多作為中大型水上飛機的設計，或許是二十世紀前半最大型的大氣載具，這個地位直到二戰時才被轟炸機所取代。它們的好處是可以用水體代替昂貴的路上跑道，使它們在戰間期擔任國際航空線的基礎。也常用於海上巡邏與空海救援，但也有飛行艇加上起落架故也可在陸上機場昇降。
在二戰後使用率逐漸縮小，部分原因是戰爭期間對於機場的投資。在二十一世紀，飛艇使用在幾項合適的用途，如海上救援、對森林大火投水、造訪未開發或無道路的地區。